# Pearl-White Eve
〈Pearl-White Eve〉는 일본의 가수 마츠다 세이코의 24번째 싱글로, 1987년 11월 6일 발매되었다.(7" Vinyl: 07SH-2000) B사이드 곡은 〈얼어붙은 숨결〉(凍った息 코옷타이키[*])이며, 두 곡 모두 작사 ·  작곡 ·  편곡자가 동일하다. 작사는 마츠모토 타카시, 작곡은 오에 센리(大江千里), 편곡은 이노우에 아키라(井上鑑)가 맡았다.
그해 5월 발매되었던 14번째 정규 음반 《Strawberry Time》에 〈데이지의 지평선〉(雛菊の地平線)을 작곡하며 처음으로 마츠다 세이코의 작품에 참여했던 오에 센리가 두 번째로 작곡해낸 곡이다. 오에는 2003년 자신의 음반 《home at last~Senri Sings Senri~》에서 이 곡을 리메이크해서 불렀다.
방송 복귀는 이전 작품인 〈Strawberry Time〉으로 진작에 하였으나, 후지 TV의 음악 프로그램인 《밤의 히트 스튜디오》에는 출연할 수가 없었다. 과거 오랫동안 연인 관계였던 고 히로미가 이 시기에 거의 1개월 반에 걸쳐 꾸준히 《밤의 히트 스튜디오》에 출연하였기 때문으로, 두 사람이 접촉하는 것을 피하기 위해서였다. 마츠다는 11월 4일자 방송에서야 등장했으며, 이는 약 2년 10개월 만의 《밤의 히트 스튜디오》 출연이었다.
방악(일본 음악) 중에서 처음으로 크리스마스 송을 불러 오리콘 차트에서 1위를 기록한 곡이다. 1987년 11월 16일자 오리콘 차트에서 1위를 단 한 번 기록하였다.

## 수록곡
| #            | 제목                             | 작사            | 작곡         | 편곡            | 재생 시간 |
| ------------ | -------------------------------- | --------------- | ------------ | --------------- | --------- |
| 1.           | 〈〈Pearl-White Eve〉〉          | 마츠모토 타카시 | 오에 센리    | 이노우에 아키라 | 4:46      |
| 2.           | 〈〈얼어붙은 숨결〉〉 (凍った息) | 마츠모토 타카시 | 오에 센리    | 이노우에 아키라 | 4:11      |
| 총 재생 시간 | 총 재생 시간                     | 총 재생 시간    | 총 재생 시간 | 총 재생 시간    | 8:57      |